# Black Veil Brides
Pour les articles homonymes, voir BVB.
Black Veil Brides, abrégé BVB, est un groupe américain de rock et heavy metal, originaire de Cincinnati, dans l'Ohio. Le groupe est formé en 2006. Depuis, les membres ont changé et la dernière formation du groupe s'est décidée à Hollywood (Californie) en 2009. Elle est composée de Andy Biersack (chant), Lonny Eagleton (basse), Jake Pitts (guitare), Jinxx (guitare, violon, chœurs) et Christian Coma (batterie). Le leader du groupe, Andy Biersack, définit celui-ci comme rock 'n' roll. Le groupe est actuellement sous contrat avec le label Universal Records.

## Historique

### Débuts (2006–2008)
La création de Black Veil Brides s'effectue en 2006 à Cincinnati dans l'Ohio, quand le chanteur Andy Biersack commence à chercher des musiciens pour créer un groupe s'inspirant d'un Misfits moderne mélangé avec Motley Crue et de Kiss, dont les paroles ont pour but d'être le cri de ralliement pour les communautés rejetées, notamment la communauté emo. Tôt, le groupe connait différents changements de membres, mais ce n'est qu'en 2009, lorsque Andy déménage à Hollywood que ses projets commencèrent à se concrétiser. Le 17 juin 2009, sort le clip de la chanson Knives and Pens. Elle parle de la difficulté de grandir comme un exclu en Amérique, et de la lutte contre la discrimination à l'encontre du style emo. Cette date du 17 juin a été ensuite reprise par les fans du groupe comme étant le BVB Day.
Plusieurs semaines après que la vidéo ait été diffusée, Andy commence sa quête pour trouver des membres et compléter le groupe. C'est lors de cette recherche qu'Andy Biersack rencontre Ashley Purdy qui deviendra par la suite bassiste du groupe.

### We Stitch These Woundset tournées (2009–2010)

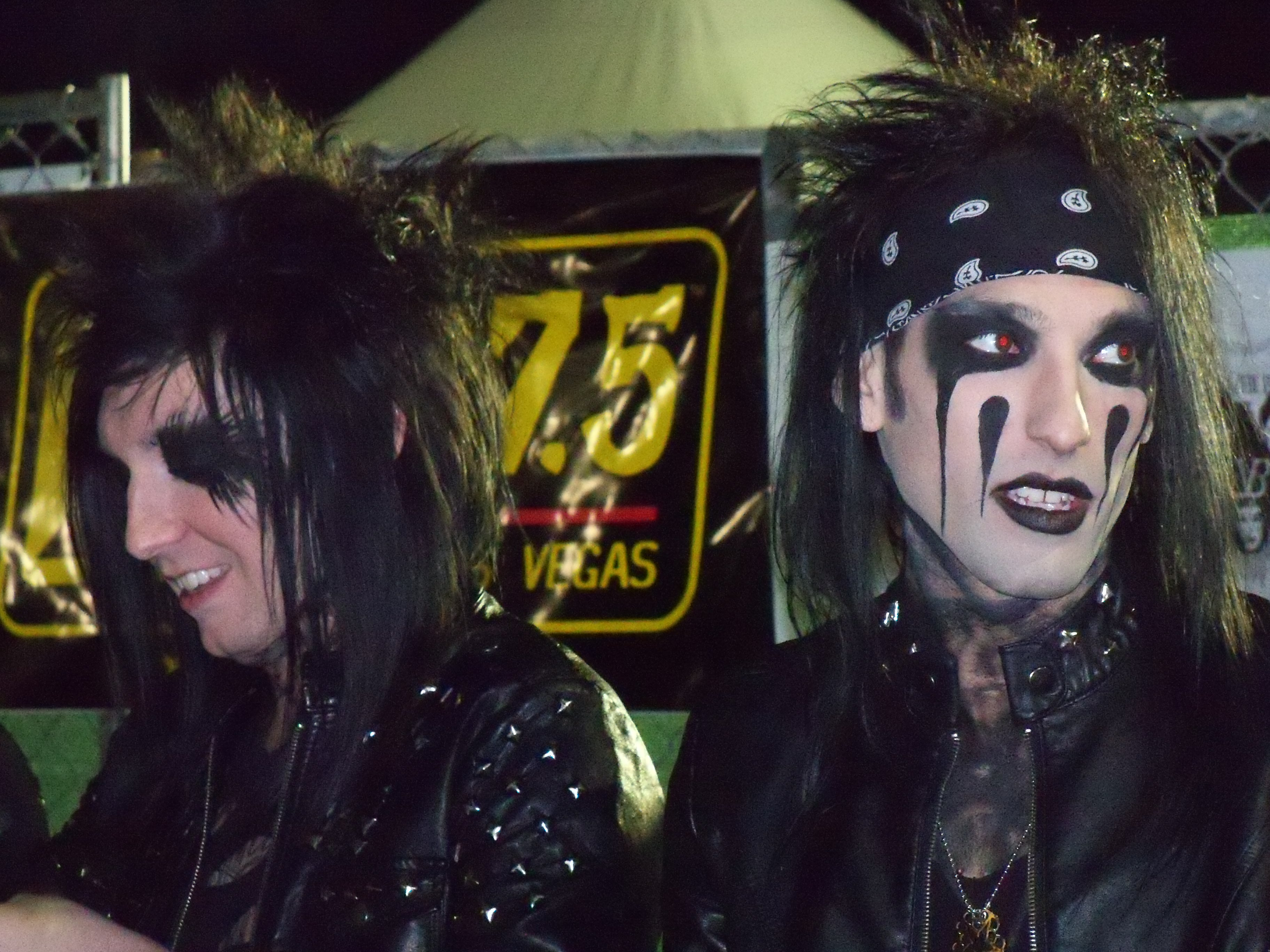
Jake Pitts (à gauche) et CC (à droite) à Las Vegas en mars 2011.

Black Veil Brides signe en septembre 2009 avec le label StandBy Records,. À l'été 2010, les BVB émergent avec un album et une tournée en tête d'affiche avec de nombreux succès. Leur premier album, We Stitch These Wounds, est sorti le 20 juillet 2010 sous le label Standby Records. Il est vendu à près de 11 000 exemplaires lors de sa première semaine,[réf. nécessaire] a été # 36 sur le Billboard Top 200, et premier sur le Billboard Independent,. Un second clip, celui de Perfect Weapon, où sont présents de nombreux fans conviés pour l'occasion, sort le 14 juin 2010.
Black Veil Brides soutient les Murderdolls lors de la tournée God Save The Scream Tour 2011,. De plus, ils sont nommés aux Golden Gods le 20 avril à Los Angeles et sont récompensés en tant que « meilleur nouveau groupe de musique en 2011 ».

### Set the World on FireetRebels(2011–2012)
Annoncé sur la page YouTube du groupe, leur second album Set the World on Fire est disponible à partir du 14 juin 2011 sous le label Lava Records/Universal Republic Records.
La première chanson Fallen Angels est disponible depuis le 3 mai. Le groupe joue au Rock am Ring à Nürburgring en juin 2011 avec The Devil Wears Prada, Asking Alexandria, We Butter the Bread with Butter, All That Remains, Architects, August Burns Red et Danzig. Le 20 août 2011, Andy Biersack annonce sur son Twitter le nouveau single et la vidéo de Rebel Love Song qui sera filmée par Patrick Fogarty et qui sortira en octobre. Le 13 décembre 2011, les Black Veil Brides sortent l'EP Rebels[réf. nécessaire] et rentreront en studio en avril 2012 afin d'enregistrer un 3e album.

### Wretched and Divine: The Story of the Wild Ones(2012–2013)
Une chanson de Black Veil Brides, Unbroken, apparait dans la bande-son du film The Avengers le 1er mai 2012, . Le 13 juin, le clip officiel de la chanson Coffin issue de l'EP Rebel est publié. Concernant le troisième album du groupe, les guitaristes Jinxx et Jake expliquent au Glasswerk National l'écriture ainsi que le début des enregistrements en avril 2012. Le 18 février, Jake annonce sur Tweeter que « le prochain album va tout déchirer ! » En février 2012, Ashley Purdy annonce le troisième album pour fin 2012. Le 2 mai 2012, Black Veil Brides annonce débuter les enregistrements de l'album, ainsi qu'une sortie pour le 30 octobre la même année. Andy explique lors d'un entretien au Download Festival que le groupe « a déjà écrit 20 à 25 chansons [...] John Feldmann produira l'album. Il devrait s'orienter plus punk rock que ce qu'on a pu faire auparavant. C'est du Social Distortion mélangé à du Metallica. » Le 4 septembre, Andy annonce que l'enregistrement de l'album est terminé.
L'album est annoncé entre le 30 octobre 2012 et janvier 2013. Le 8 octobre 2012, la couverture et le titre de l'album Wretched and Divine: The Story of the Wild Ones, sont révélés ; l'album est disponible en précommande sur iTunes à Halloween, le 31 octobre,. La couverture de Wretched and Divine est réalisée par Richard Villa, artiste travaillant depuis longtemps pour Black Veil Brides (Il a déjà réalisé We Stitch These Wounds, Set the World on Fire, et Rebels). Le premier single, issu de Wretched and Divine, In the End, devient la chanson-thème de l'événement Hell in a Cell de la WWE. Le 29 octobre, le groupe repousse la sortie de l'album au 8 janvier 2013. Le 31 octobre, une bande-annonce concernant le film du groupe, Legion of the Black, est publiée,,. Wretched and Divine est un album-concept, et le film est une description visuelle de l'histoire racontée dans l'album. Le film est diffusé au Silent Movie Theater de Los Angeles, en Californie du 21 au 23 décembre 2012. Wretched and Divine: The Story of the Wild Ones atteint la septième place du Billboard Top 200.
Black Veil Brides joue au Warped Tour entre juin et août 2013. Le 11 juin 2013, le groupe sort Wretched and Divine Ultimate Edition, offrant le DVD Legion of the Black, le CD d'origine, ainsi que 3 nouvelles chansons intitulées Let You Down, Victory Call et Revelation. Un pack spécial édition limitée avec le CD Wretched and Divine Ultimate Edition, un pendentif avec le logo du groupe et un livre contenant des photos de tournées. Le 13 décembre 2013, ils étaient au Cabaret Sauvage à Paris. Le groupe remporte 20 catégories dans le Alternative Press Readers Poll.

### Black Veil Brideset cinquième album (2014-2018)
Le quatrième album de Black Veil Brides, intitulé Black Veil Brides, est publié le 28 octobre 2014. Avec ce quatrième album, deux clips sont mis en ligne sur YouTube, Goodbye Agony et Heart of Fire. Une tournée, intitulée The Black Mass, suivant le quatrième album s'effectue dans plusieurs pays comme au Mexique, aux États-Unis, au Canada, en Suisse, en Russie, en Finlande, au Chili, au Brésil, au Royaume-Uni, et en France. Ils étaient d'ailleurs à L'Olympia le 16 mars 2015 en première partie du géant Steel Panther.
Leur passage en studios est filmé puis publié sur leur chaîne YouTube en quatre épisodes. Jake Pitts, le guitariste leader, publie plusieurs vidéos lui aussi sur YouTube, regroupant des vidéos enregistrées durant la tournée de 2015 et des leçons de guitare de plusieurs morceaux du dernier album. En novembre 2015, Andy Biersack annonce l'écriture d'un cinquième album du groupe. En décembre 2015, par le biais des réseaux sociaux, le groupe annonce être en studio pour un nouvel album qui sortira en 2018. Le 21 décembre 2016, le groupe poste le premier single de cet album, The Outsider.

### Vale(2015-2018)
Vale est le cinquième album de Black Veil Brides. Annoncé en novembre 2015, il est publié le 12 janvier 2018. À la suite de l'album, un clip est mis en ligne sur YouTube, Wake Up. Une tournée est ensuite réalisée, The ressurection tour.

### The Night(2019)
Le 29 novembre 2019, les BVB sortent leur single The Night contenant 2 chansons : Saints of the blood, sortie le 9 novembre, et The Vengeance. Le groupe de rock a tenté une approche de leur ancienne technique musicale, pour voir le changement avec le temps.

## Style musical
Black Veil Brides a été associé à plusieurs genres musicaux, parmi lesquels le glam metal,, le metal gothique,, le metalcore,, l'emo,, le post-hardcore et le hard rock. Lors d'une interview, le groupe se définit rock 'n' roll et non screamo.

## Membres

Monogramme du groupe.

### Membres actuels
- Andrew « Andy » Biersack – chant (depuis 2006)
- Jake Pitts – guitare solo (depuis 2009)
- Jinxx – guitare, violon, chœurs (depuis 2009)
- Christian « CC » Coma – batterie, percussions (depuis 2010)
- Lonny Eagleton - basse (depuis 2019)

### Anciens membres
- Sandra Alvarenga – batterie (2009–2010)
- Chris Hollywood – guitare rythmique (2007–2009)
- David « Pan » Burton – guitare
- Ashley Purdy – basse, chœurs (2009-2019)

## Discographie

### Albums studio
- 2010 : We Stitch These Wounds
- 2011 : Set the World on Fire
- 2013 : Wretched and Divine: The Story of the Wild Ones
- 2014 : Black Veil Brides IV
- 2018 : Vale
- 2021 : the Phantom Tomorrow
- 2022 : The Mourning

### Singles
- This Prayer for You
- White Wedding (reprise de Billy Idol)
- Unbroken
- The Outsider

## Vidéographie
| Année | Chanson             | Album                                           |
| ----- | ------------------- | ----------------------------------------------- |
| 2009  | Knives and Pens     | We Stitch These Wounds                          |
| 2010  | Perfect Weapon      | We Stitch These Wounds                          |
| 2011  | Fallen Angels       | Set the World on Fire                           |
| 2011  | The Legacy          | Set the World on Fire                           |
| 2011  | Rebel Love Song     | Set the World on Fire                           |
| 2012  | Coffin              | Rebels                                          |
| 2012  | In The End          | Wretched and Divine: The Story of the Wild Ones |
| 2013  | Lost It All         | Wretched and Divine: The Story of the Wild Ones |
| 2014  | Heart of Fire       | Black Veil Brides                               |
| 2014  | Goodbye Agony       | Black Veil Brides                               |
| 2018  | Wake Up             | Vale                                            |
| 2019  | Saints of the Blood | The Night                                       |
| 2019  | The Vengeance       | The Night                                       |
| 2020  | Scarlet Cross       | The Phantom Tomorrow                            |

## Tournées

### 2009–2011
- 2009 : On Leather Wings Tour[43],[44],[45],[46]
- 2010 : Royal Family Clothing Tour[47],[48],[49],[50]
- 2010 : Sacred Ceremony Tour[51]
- 2010 : Entertainment or Death Tour[52],[53],[54]
- 2011 : God Save the Scream Tour[55],[56],[57],[58]
- 2011 : The AP Tour[59],[60],[61]
- 2011 : Download Festival
- 2011 : Vans Warped Tour[45]
- 2011 : Buried Alive Tour[62],[63]
- 2011 : Set The World on Fire Tour 2011

### 2012–2015
- 2012 : UK and Ireland Tour[64],[65],[66]
- 2012 : Download Festival
- 2012 : European Summer Tour[16],[67],[68]
- 2013 : The Church of the Wild Ones Tour : première partie[69],[70],[71],[72]
- 2013 : Kerrang! Tour (avec Chiodos, Tonight Alive, et Fearless Vampire Killers)[73],[74],[75],[76]
- 2013 : The Church of the Wild Ones Tour : deuxième partie[69]
- 2013 : The Church of the Wild Ones Tour : troisième partie ; Europe[77],[78],[79]
- 2013 : Warped Tour[28]
- 2013 : HardDrive Live presents: Monster Energy Outbreak Tour[80],[81],[82],[83],[84]
- 2015 - The Black Mass
- 2015 - Vans Warped Tour

### 2018
- 2018 : The ressurection Tour
- 2018 : Vans Warped Tour
- 2018 :  Download Festival

## Médias
- La chanson In the End de l'album Wretched and Divine: The Story of the Wild Ones fait partie de la bande son du jeu de hockey NHL 14, elle a aussi été utilisée dans le jeu Assassin's Creed Unity.
- La chanson Perfect Weapon de l'album We Stitch These Wounds peut être trouvée dans une station de radio du jeu Saints Row : The Third.
- Le titre Set the world on fire issue de leur deuxième album est utilisée dans le film Transformers 3
- Ils ont aussi  produit une chanson pour le film Avengers nommée Unbroken.